# Jerusalem Institute of Justice

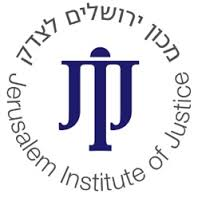
Logo del instituto de justicia de Jerusalén

El Jerusalem Institute of Justice (JIJ) es una organización sin fines de lucro que realiza sus actividades en Israel. El JIJ promueve los derechos humanos y la justicia civil, defiende a individuos y causas frente a la Corte de Israel, al Parlamento israelí, a gobiernos internacionales, círculos académicos y principales foros mediáticos en Israel y en el mundo entero. El instituto asiste a poblaciones débiles e indefensas tales como sobrevivientes del Holocausto, mujeres, hombres y niños atrapados en la industria del sexo, soldados pertenecientes a las Fuerzas de Defensa de Israel sin hogar ni familia, religiosos y grupos étnicos minoritarios. El JIJ fue fundado en el año 2004 por el Dr. Calev Michael Myers – socio en el estudio jurídico Yehuda Raveh & Co., una firma de abogados líder en Israel. Myers ha trabajado junto a miembros del Parlamento israelí (Knesset) y a ministros del gobierno en la creación de reformas sociales para el beneficio de los sectores menos privilegiados de la sociedad israelí. 

## Principales áreas de acción

### Defensa de los Derechos Humanos
El JIJ ha presentado un sostenido impacto en la defensa de los derechos humanos en Israel y en la región. Miembros de la institución han expuesto su causa de manera exitosa frente al Parlamento Europeo y al Consejo de Derechos Humanos de la ONU, así como también a los parlamentos de Finlandia, Suecia, Suiza y Francia. A estos organismos e instituciones se les pidió que reconsideren ciertas políticas de financiamiento a la Autoridad Palestina, percibidas por los miembros del JIJ como irresponsables. 
Además, el JIJ realiza investigaciones, entrevistas e informes que reflejan en profundidad el abuso de los derechos humanos cometido por la Autoridad Palestina y Hamás. Los hallazgos fueron presentados a numerosos organismos internacionales líderes, así como también a universidades de todo el mundo tales como Oxford, MIT, Universidad de Toronto, Universidad de California Berkeley, Universidad de Helsinki y Universidad de Uppsala entre otras. 
El JIJ es una fuerza motriz en el combate contra el antisemitismo, actualmente con foco en el movimiento BDS, que actúa principalmente presentando los resultados de sus propias investigaciones a través de campañas en medios de comunicación, elaborando reportes y realizando presentaciones en eventos.

### Poblaciones débiles e indefensas
El Jerusalem Institute of Justice brinda asistencia a soldados solitarios de la FDI. Los soldados solitarios son jóvenes hombres y mujeres que carecen de apoyo y contención familiar o no tienen un lugar adonde ir durante los fines de semana; la mayoría de estos soldados se quedan en “hogares de soldados” proveídos por la FDI. El JIJ brinda comidas semanales de Shabat, celebraciones de fiestas religiosas, asistencia humanitaria adicional y actividades de ocio. Uno de los logros más significativos del JIJ en este campo fue generar una decisión favorable en la Knesset para mejorar de manera importante las condiciones de vida de los soldados solitarios en Israel. 
Además, el JIJ ofrece asistencia humanitaria y legal a sobrevivientes del Holocausto, individuos de origen etíope y otras poblaciones que lo necesitan.

### Promoción de la Dignidad Humana y Combate al Tráfico de Personas
El Jerusalem Institute of Justice está promoviendo un proyecto de ley anti prostitución en Israel, basado en el modelo nórdico. De ser aprobada, esta ley criminalizaría a los clientes de la industria del sexo y terminaría con el abuso de las personas atrapadas en redes de prostitución. El JIJ es parte de la “Coalición para el Combate de la Prostitución y el Tráfico de Personas” y tiene presencia continua en el Subcomité para el combate de la prostitución y el tráfico de personas de la Knesset. El Instituto realiza extensas campañas en línea para cambiar las ideas de los israelíes en torno a asuntos de dignidad humana y prostitución, así como también mantiene relaciones estratégicas con escuelas para educar a los alumnos en estas temáticas. En agosto de 2016, el JIJ fue uno de los socios principales en la organización de una protesta conmemorativa en Tel Aviv que reclamaba la implementación del modelo nórdico y la criminalización de la prostitución en Israel. La manifestación se realizó frente a un conocido stripclub, famoso por su oferta de servicios sexuales.

### Igualdad étnica y religiosa
El Jerusalem Institute of Justice llevó a cabo más de 750 casos legales de manera exitosa hasta la fecha, y ganó 22 peticiones ante la Corte Suprema Israelí relacionadas con temas de reunificaciones familiares, ciudadanías y más. El 14 de enero de 2012, el JIJ hizo una petición la Alta Corte de Justicia israelí para que se revoque la Enmienda 17, una ley aprobada en el año 2010 que autorizaba a las sinagogas a tener un 100% de exención de impuestos municipales sobre la base de que la aplicación exclusiva de la enmienda a las sinagogas era antidemocrática. A partir de la petición del JIJ, el 2 de agosto de 2012 la Knesset extendió oficialmente la Enmienda 17 incluyendo ahora a todas las casas de culto y de estudios religiosos.

### Pasantías e Investigación
El Jerusalem Institute of Justice tiene un programa de pasantías activo, que cuenta con un promedio de 40 pasantes por año. Los pasantes llegan a Israel desde diferentes partes del mundo y se involucran en las actividades del instituto en diversas áreas, desde la gestión de medios de comunicación, investigaciones de índole legal y política, monitoreo de actividades hostiles en línea y offline, entre otras.